# Stanisławów (Biłgoraj)
Pour les articles homonymes, voir Stanisławów.
Stanisławów (prononciation : [staniˈswavuf]) est un village polonais de la gmina de Józefów dans le powiat de Biłgoraj de la voïvodie de Lublin dans l'est de la Pologne.
Il se situe à environ 8 kilomètres au nord-est de Józefów (siège de la gmina), 28 kilomètres à l'est de Biłgoraj (siège du powiat) et 89 kilomètres au sud-est de Lublin (capitale de la voïvodie).
Le village comptait approximativement une population de 655 habitants en 2008.

## Histoire
De 1975 à 1998, le village est attaché administrativement à la voïvodie de Zamość.

Depuis 1999, il fait partie de la voïvodie de Lublin.

## Galerie
Autres vues du village:

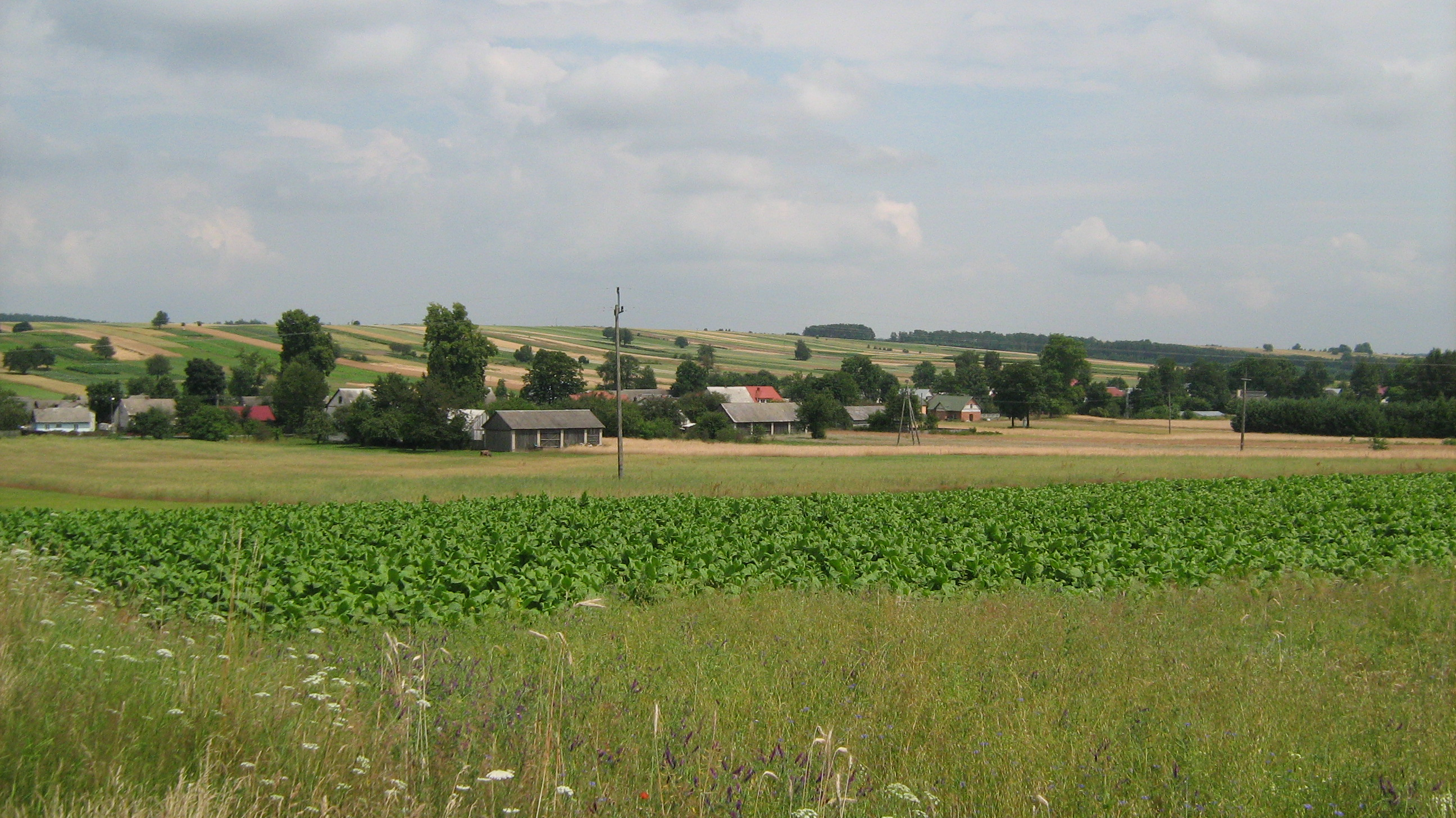
Panorama
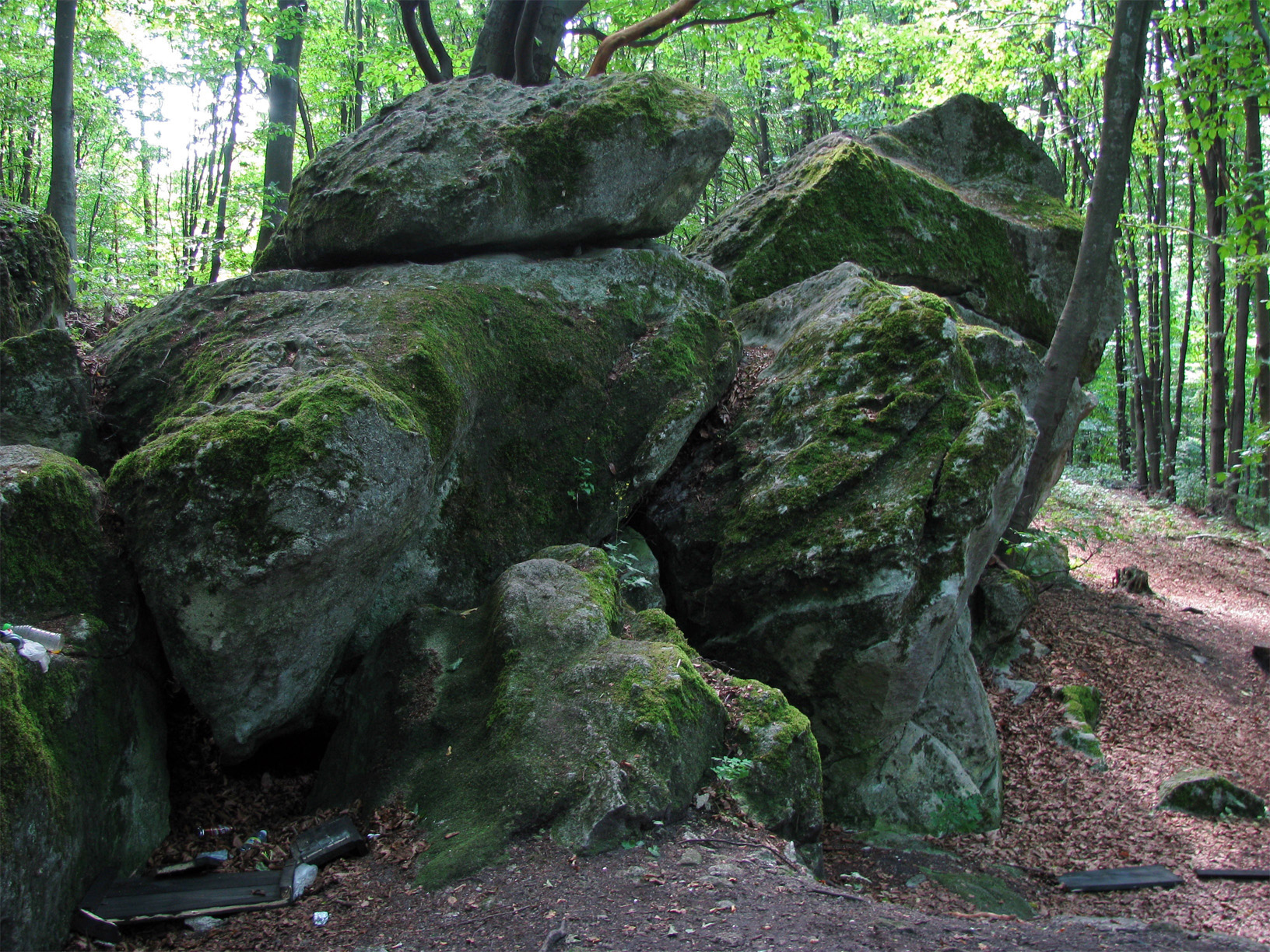
Roches de pierre sur la colline
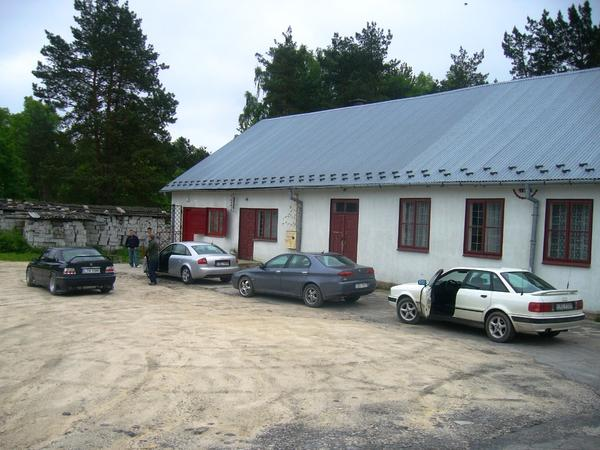
Centre de rééducation